# Шмарје (Шентјернеј)
Шмарје (словен. Šmarje) је насељено место у општини Шентјернеј, регија Југоисточне Словеније, Словенија.

## Историја
До територијалне реорганизације у Словенији било је у саставу старе општине Ново Место.

## Становништво
У попису становништва из 2011. године, Шмарје је имало 118 становника.
| Број становника према пописима | Број становника према пописима | Број становника према пописима |
| ------------------------------ | ------------------------------ | ------------------------------ |
| 1991                           | 2002                           | 2011                           |
| 124                            | 116                            | 118                            |

Напомена: Године 1999. извршена је мања размена територија између насеља Долења Брезовица и Шмарје.